# Mastrus pastranai
Mastrus pastranai är en stekelart som först beskrevs av Millan och De Santis 1958.  Mastrus pastranai ingår i släktet Mastrus och familjen brokparasitsteklar. Inga underarter finns listade i Catalogue of Life.